# Stipa karjaginii
Stipa karjaginii là một loài thực vật có hoa trong họ Hòa thảo. Loài này được Mussajev & Sadychov miêu tả khoa học đầu tiên năm 1977.